# Vladislav Zvara
Vladislav Zvara (ur. 11 grudnia 1971 w Nowej Wsi Spiskiej) – słowacki piłkarz występujący na pozycji pomocnika.

## Kariera klubowa
Zvara treningi rozpoczął w klubie FK Spišská Nová Ves. W 1991 roku przeszedł do Tatrana Preszów, grającego w pierwszej lidze czechosłowackiej. Na początku 1992 roku odszedł do innego pierwszoligowca – Spartaka Trnawa, jednak w połowie tego samego roku wrócił do Tatrana. Od sezonu 1993/1994 występował z nim w pierwszej lidze słowackiej. W Tatranie Zvara grał do 1995 roku.
Następnie przeszedł do 1. FC Košice. Dwa razy wywalczył z nim mistrzostwo Słowacji (1997, 1998), a także dwa razy wicemistrzostwo Słowacji (1996, 2000). Część sezonu 2001/2002 spędził na wypożyczeniu w MFK Ružomberok, po czym wrócił do 1. FC Košice. W 2003 roku przeniósł się do Artmedii Petržalka, z którą w sezonie 2003/2004 wywalczył wicemistrzostwo Słowacji. W Artmedii występował przez dwa lata.
Potem grał w austriackim SV Schwechat, a także słowackim 1. HFC Humenné. W 2007 roku zakończył tam karierę.

## Kariera reprezentacyjna
W reprezentacji Słowacji Zvara zadebiutował 2 lutego 1994 w wygranym 1:0 towarzyskim meczu ze Zjednoczonymi Emiratami Arabskimi. W latach 1994–2000 w drużynie narodowej rozegrał 29 spotkań.